# Norra Sandsjö socken
Norra Sandsjö socken i Småland ingick i Västra härad, ingår sedan 1971 i Nässjö kommun i Jönköpings län och motsvarar från 2016 Norra Sandsjö distrikt.
Socknens areal är 166,17 kvadratkilometer, varav land 151,84. Om gränsjusteringen 1974 räknas med är arean dock 150,5 kvadratkilometer. År 2000 fanns här 3 435 invånare. baserat på 1974 års gränsändringar. Tätorterna Bodafors och Grimstorp samt kyrkbyn Norra Sandsjö med sockenkyrkan Norra Sandsjö kyrka ligger i socknen. 

## Administrativ historik
Norra Sandsjö socken har medeltida ursprung. Före den 1 januari 1886 (ändring enligt beslut den 17 april 1885) var namnet Sandsjö socken.
Vid kommunreformen 1862 övergick socknens ansvar för de kyrkliga frågorna till Norra Sandsjö församling och för de borgerliga frågorna till Norra Sandsjö landskommun. 1930 bröts ett område i västra delen av kommunen ut för att bilda Bodafors köping. Norra Sandsjö landskommun kom senare 1952 att inkorporera Bringetofta landskommun och uppgick sedan 1971 i Nässjö kommun. I samband med en gränsjustering 1974 av kommungränsen mellan Nässjö kommun och Sävsjö kommun överfördes ett mindre område av församlingens yta, innehållande 61 invånare, till Sävsjö församling och församlingens nya area blev då 150,5 kvadratkilometer.
1 januari 2016 inrättades distriktet Norra Sandsjö, med samma omfattning som församlingen hade 1999/2000 och fick 1974 i samband med gränsjusteringen av kommungränsen.
Socknen har tillhört samma fögderier och domsagor som Västra härad. De indelta soldaterna tillhörde  Smålands grenadjärkår, Livkompaniet.

## Geografi
Norra Sandsjö socken ligger mellan Nässjö och Sävsjö vid källflödena till Emån. De största sjöarna, Nörnmen, Vallsjön och Storsjön, ligger vid gränserna. Socknen består huvudsakligen av en jämn skogs- och mossmarker lite mer kuperad i mellersta delen.

## Fornlämningar
Flera gravrösen från bronsåldern och sju järnåldersgravfält finns här. En runristning är känd vid kyrkan.

## Namnet
Namnet (1304 Sanzsio) har givits efter den näraliggande Sandsjön.
Före 1 januari 1886 var namnet på socknen Sandsjö socken.

### Fotnoter
1. 1 2 3  Svensk Uppslagsbok andra upplagan 1947–1955: Norra+Sandsjö socken
2. ↑   (PDF) Folkräkningen den 31 december 1950, I, Areal och folkmängd inom särskilda förvaltningsområden m.m., Tätorter. Stockholm: Statistiska centralbyrån. 1952-05-19. sid. 26. Arkiverad från originalet den 1 oktober 2014. https://www.webcitation.org/6T09ZkyrB?url=http://www.scb.se/Grupp/Hitta_statistik/Historisk_statistik/_Dokument/SOS/Folkrakningen_1950_1.pdf. Läst 9 oktober 2014 Arkiverad 29 oktober 2013 hämtat från the Wayback Machine.
3. 1 2  ”Församlingsarealer den 1 januari 2000” (Excel). Statistiska centralbyrån. Arkiverad från originalet den 5 mars 2016. https://web.archive.org/web/20160305082049/http://www.scb.se/Statistik/MI/MI0802/2011A01/mi0802tab2_.xls. Läst 19 juli 2016.
4. 1 2  Harlén, Hans; Harlén Eivy (2003). Sverige från A till Ö: geografisk-historisk uppslagsbok. Stockholm: Kommentus. Libris 9337075. ISBN 91-7345-139-8
5. ↑  SCB folkräkningen 1890 andra delen Arkiverad 24 september 2015 hämtat från the Wayback Machine. sida 22 anm. till Jönköpings län not 1
6. ↑  ”Folkmängd den 31 december 1973” (PDF). Statistiska centralbyrån. Arkiverad från originalet den 15 augusti 2016. https://web.archive.org/web/20160815092638/http://www.scb.se/H/SOS%201911-/Befolkningsstatistik/Folkm%c3%a4ngd%20Del%201-2%20Kommuner%20och%20f%c3%b6rsamlingar%20(SOS)%201967-1990/Befolkning-Folkmangd-1973-1-Kommuner-och-forsamlingar.pdf. Läst 19 juli 2016.
7. ↑  Sandsjö&Typ=Alla&DatumFran=&DatumTill= Administrativ historik för Norra Sandsjö socken (Klicka på församlingsposten). Källa: Nationella arkivdatabasen, Riksarkivet.
8. ↑  Indelta soldater, torp och rotar i Jönköpings län Arkiverad 24 januari 2012 hämtat från the Wayback Machine. Jönköpingsbygdens Genealogiska Förening
9. 1 2  Sjögren, Otto (1931). Sverige geografisk beskrivning del 2 Östergötlands, Jönköpings, Kronobergs, Kalmar och Gotlands län. Stockholm: Wahlström & Widstrand. Libris 9939
10. 1 2 3  Nationalencyklopedin
11. ↑  Fornlämningar, Statens historiska museum: Norra Sandsjö socken
12. ↑  Fornminnesregistret, Riksantikvarieämbetet: Norra Sandsjö socken Fornminnen i socknen erhålls på kartan genom att skriva in sockennamn (utan "socken") i "Ange geografiskt område"